# Léon Bakst
Léon Bakst sau Lev Samoilovici Bakst (în rusă Лев Само́йлович Бакст, numele la naștere - Leib Haim Izrailevici Rosenberg, n. 27 ianuarie/8 februarie 1866, Grodno, Imperiul Rus – d. 27 decembrie 1924, Rueil, Métropole du Grand Paris, Franța) a fost un pictor, scenograf și creator de costume și ilustrator de cărți rus, evreu originar din Belarus, care a activat la Sankt Petersburg și la Paris.
A fost membru al renumitei asociații de artiști plastici ruși „Mir iskusstva” (Lumea artei) și un activ participant la producțiile artistice-teatrale și de balet ale lui Serghei Diaghilev, care era impresarul grupului „Les Ballets Russes”, pentru care a creat decoruri și costume exotice, de un bogat colorit.

## Biografie

### Copilărie și tinerețe

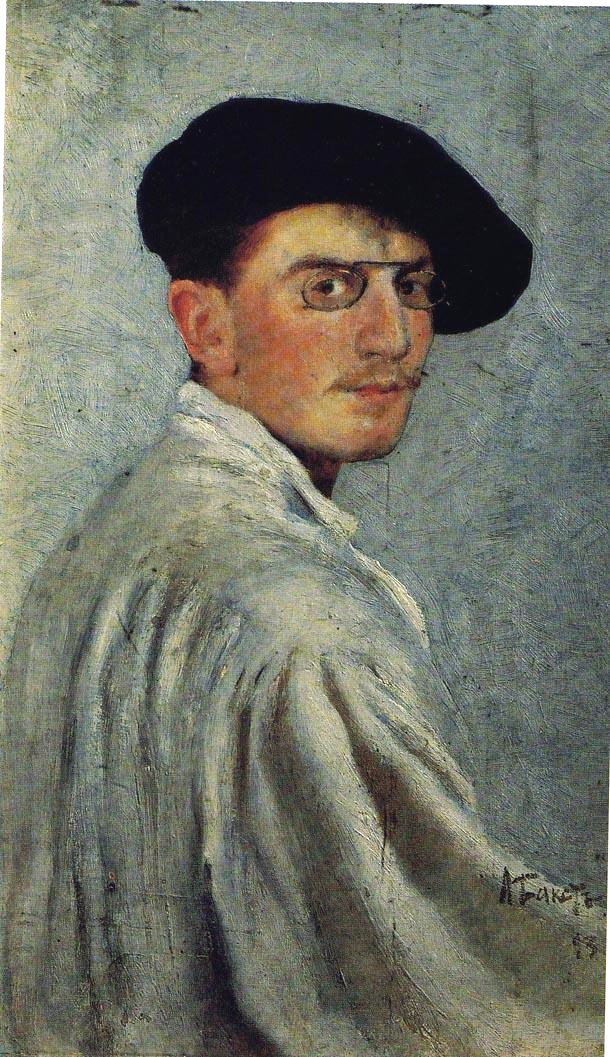
Autoportret din anul 1893

Bakst s-a născut în 1866 la Grodno, în Imperiul Rus (azi oraș în Belarus), ca Leib Haim Rosenberg, într-o familie evreiască din clasa de mijloc. Bunicul său s-a distins ca croitor și a obținut permisiunea de a-și cumpăra o casă spațioasă pe Nevski Prospekt în capitala de atunci a Rusiei, Sankt Petersburg. Familia Rosenberg s-a mutat și ea acolo, copilul fiind adesea găzduit de bunici în zilele de sâmbătă. La 12 ani el a câștigat un concurs de pictură și, în pofida împotrivirii părinților săi, a ales cariera artistică. 
După terminarea studiilor de gimnaziu, deși nu a reușit la examenul de admitere, el a studiat la Academia imperială de arte din Sankt Petersburg ca student neoficial. Și-a câștigat existența ca ilustrator de cărți, și, în cele din urmă, în 1883 a reușit la concursul de admitere la Academie. În 1886 a fost însă exmatriculat, se spune că, din cauza nemulțumirii autorităților universitare în legătură cu pictura sa „Madona plângându-l pe Hrist”, în care toate personajele puteau fi identificate ca evrei. 
Cu ocazia prime expoziții cu creațiile sale, el și-a schimbat numele de familie din Rosenberg în Bakst, care era, de fapt, numele familiei mamei sale. La începutul anilor 1890, a expus din picturile sale in cadrul Asociației pictorilor în acvaforte. După ce l-a cunoscut pe pictorul concetățean Alexandre Benois, a voiajat împreună cu acesta prin Europa, și în anii 1893-1897 a studiat la Academia Julian la Paris. Acolo l-a avut ca maestru pe Jean-Léon Gérome. Din Franța el a vizitat Petersburgul în repetate rânduri. După mijlocul anilor 1890 el a devenit membru în cercul de scriitori și artiști din jurul lui Serghei Diaghilev și al lui Benois, cunoscut ca „Mir Iskusstva” (Lumea artei) după periodicul pe care l-au întemeiat în 1899. 
Lucrările de grafică pe care le-a publicat în această revistă i-au adus lui Bakst o primă notorietate.

### Vârful carierei
In Rusia Bakst a pictat portrete ca acelea ale lui Filipp Maliavin (1899), Vasili Rozanov (1901), Andrei Belîi, (1905), Zinaida Gippius (1906). De asemenea a devenit profesorul de arte plastice al copiilor marelui duce Vladimir Alexandrovici al Rusiei. În anul 1902 țarul Nicolae al II-lea i-a comandat pictura "Întâlnirea amiralului Avellan cu marinari ruși", pa care Bakst a început să o picteze la Paris, cu ocazia festivităților de 17-25 octombrie 1893. În cele din urmă a lucrat la aceasta pictură vreme de 8 ani. 
În 1898 Bakst a participat cu tablouri la Prima Expoziție de artiști ruși și finlandezi, organizată de Diaghilev, de asemenea la expoziții Sezession la München, în expoziții ale Uniunii artiștilor ruși etc, apoi in anii urmatori a realizat decoruri pentru spectacole la Ermitaj, la Palatul Alexandrovski și la Teatrul Mariinski.
În vremea Revoluției ruse din 1905 Bakst a fost angajat mai multe reviste - „Jupel”, „Adskaia Pocǐta” și Satyricon, precum și la revista de artă Apollon. 
La Petersburg, a predat în anii 1906-1910 la Școala de arte a lui Elizaveta Zvanțeva, unde l-a avut ca elev pe Marc Chagall. Acesta i-a fost elevul favorit tocmai fiindcă, deși părea să asculte cu interes indicațiile, până la urmă se lăsa condus de propriile sale înclinații.
În 1906 a vizitat din nou Parisul pentru a lua parte la secția rusă a Salonului de toamnă. 
Începând din 1909 Bakst a lucrat mai ales ca decorator de scenă, creând decoruri pentru tragedii grecești.
Din 1909 s-a distins ca pictor de scenă și director artistic al Baletelor Ruse ale lui Diaghilev. A produs decoruri pentru spectacolele de balet „Cleopatra” (1909), „Șeherezada” (pe muzica lui Rimski-Korsakov) (1910), „Carnaval” (pe muzica de Schumann) (1910), „Narcisse” (1911), „Le Spectre de la Rose” (1911), „După-amiaza unui faun” (în coregrafia și interpretarea lui Vaslav Nijinski) (1912) și „Daphnis et Chloé”.
În toată această perioadă artistul a trăit în vestul Europei. Dată fiind atmosfera antievreiască din Rusia, a preferat să se stabilească definitiv la Paris în anul 1912.
În 1914 Bakst a fost ales membru în Academia Imperială de Arte a Rusiei.
În 1922 a rupt legătura cu Diaghilev și cu Baletele ruse. A vizitat în acel an Baltimore, și mai ales, Muzeul Evergreen House, reședința mecenatei sale americane, Alice Warder Garrett (1877-1952). Bakst a întâlnit-o prima dată la Paris în 1914, când aceasta și-a însoțit soțul care lucra ca diplomat în Europa. Bakst a devenit curând confidentul și reprezentantul ei. La întoarcerea în Statele Unite în 1920, Alice Garrett însăși s-a însărcinat cu reprezentarea lui Bakst pe piața artistică americană și i-a organizat două expoziții la Galeria Knoedler din New York precum și câteva voiaje.
La Baltimore, Bakst a repictat salonul de la Evergreen într-un galben acid șocant și un roșu chinezesc. De asemenea în 1895 a transformat mica sală de gimnastică a clădirii într-un teatru privat în culori moderniste.
Bakst a decedat de edem pulmonar la 27 decembrie 1924 la o clinică din Rueil Malmaison în Franța. Cortegiul său funerar a fost urmat de o seamă de faimoși artiști, muzicieni, balerini și critici de artă, fiind înhumat in cursul unei ceremonii emoționante la Cimitirul Batignolles din Paris.

## In memoriam
- La sfârșitul anilor 2010 - la Muzeul Victoria și Albert din Londra s-a organizat o expoziție a costumelor și gravurilor lui Bakst.[12]

## Bakst în creații artistice
- Filmul Anna Pavlova al lui Emil Loteanu; rolul lui Bakst a fost jucat de Igor Dmitriev (1983).

## Galerie cu selecții din creațiile sale

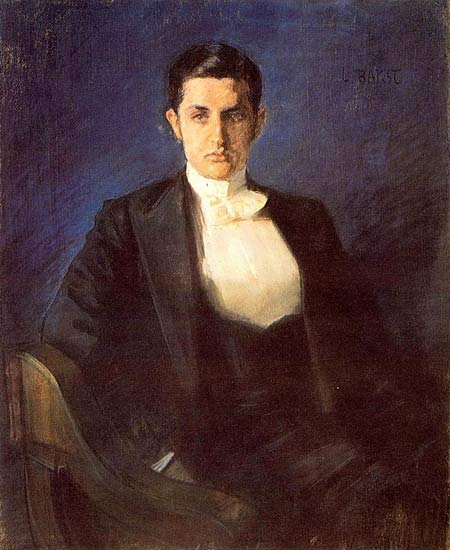
Dmitri Filosofov, 1897
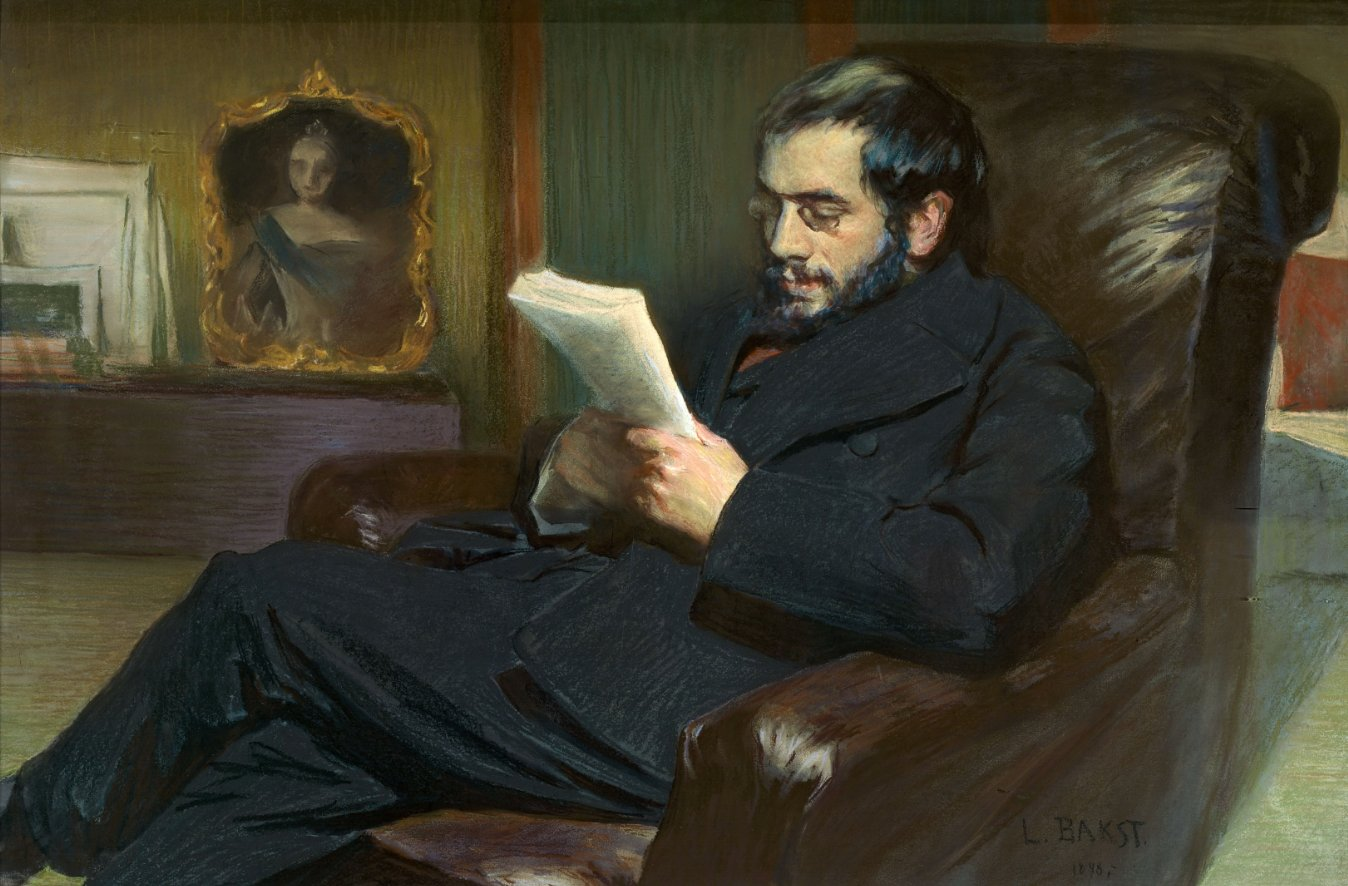
Portretul lui Alexander Benua, 1898
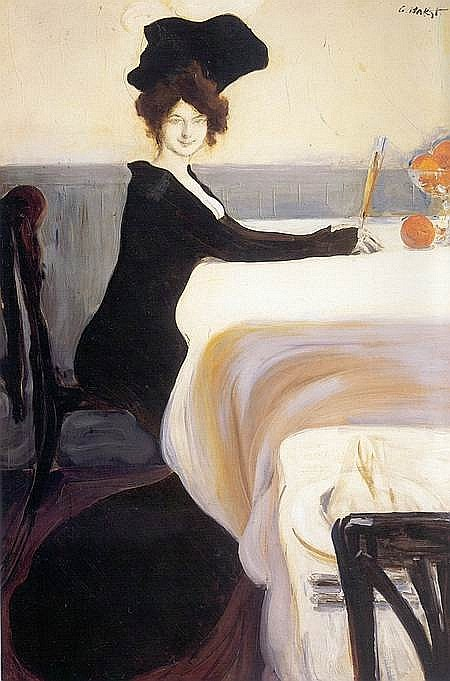
Cină, 1902
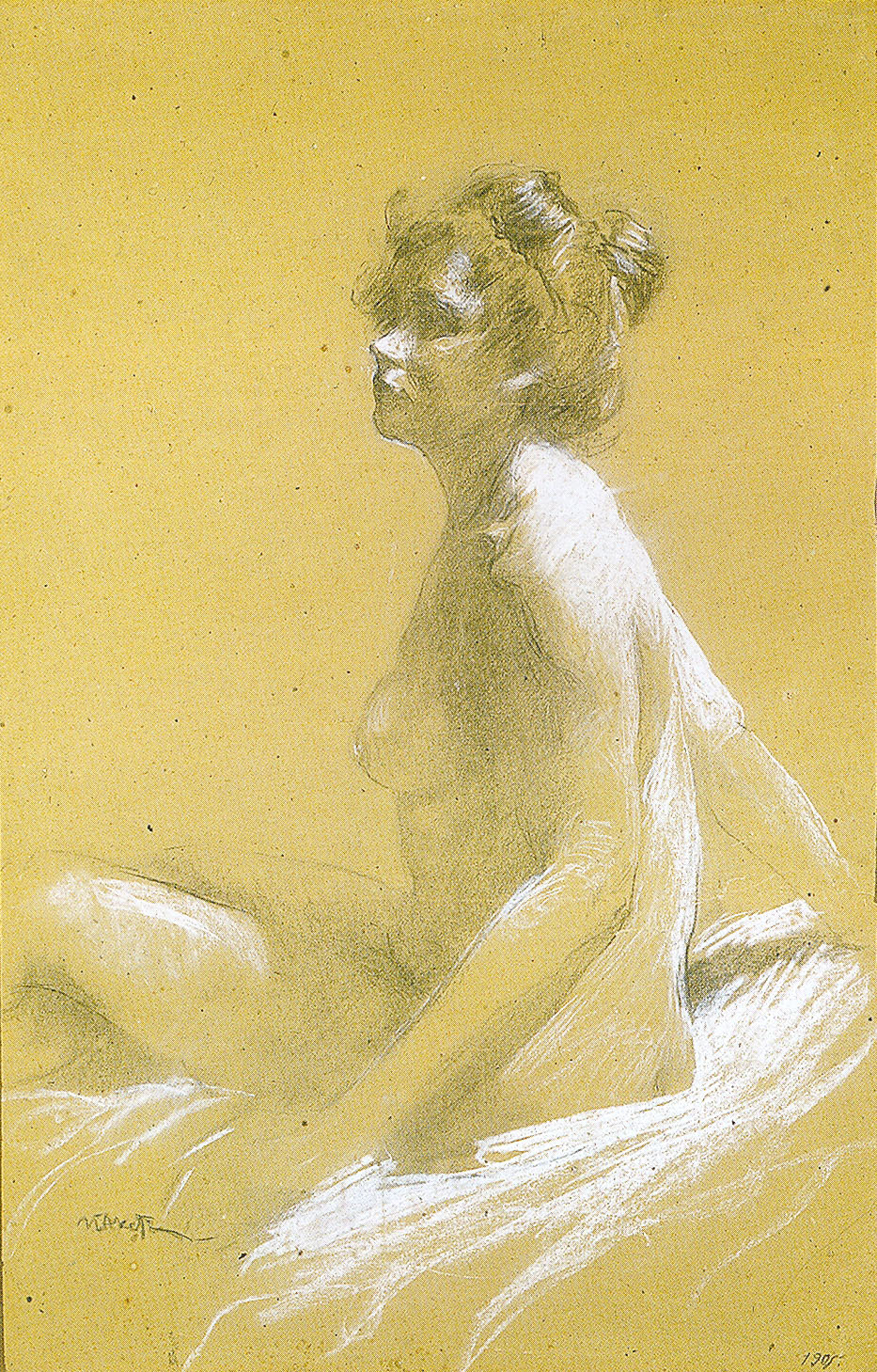
Model, 1905
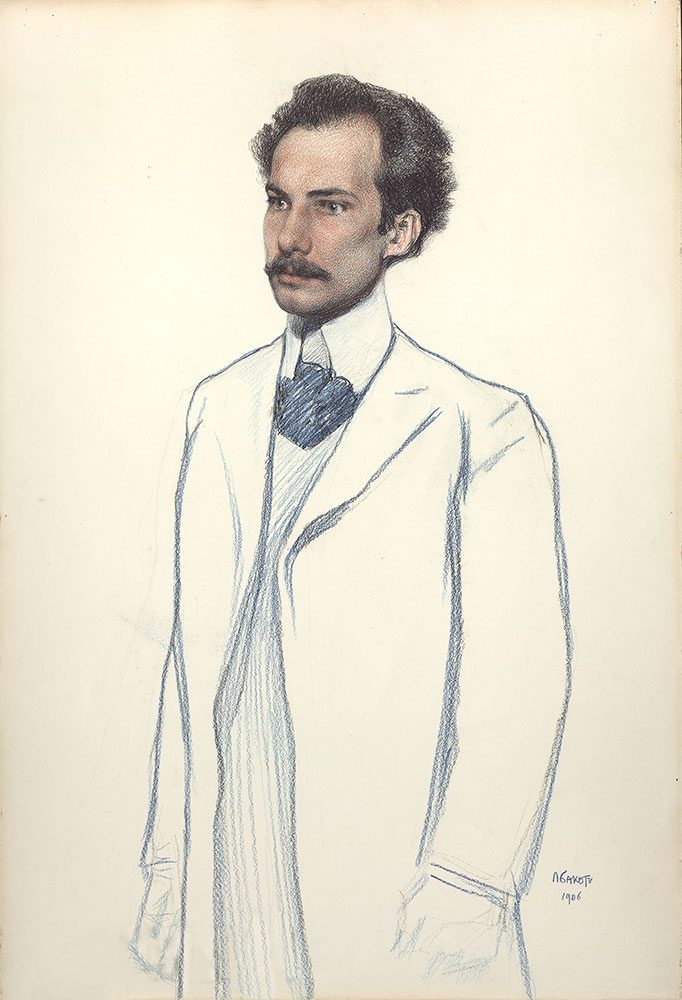
Andrei Belîi, 1905
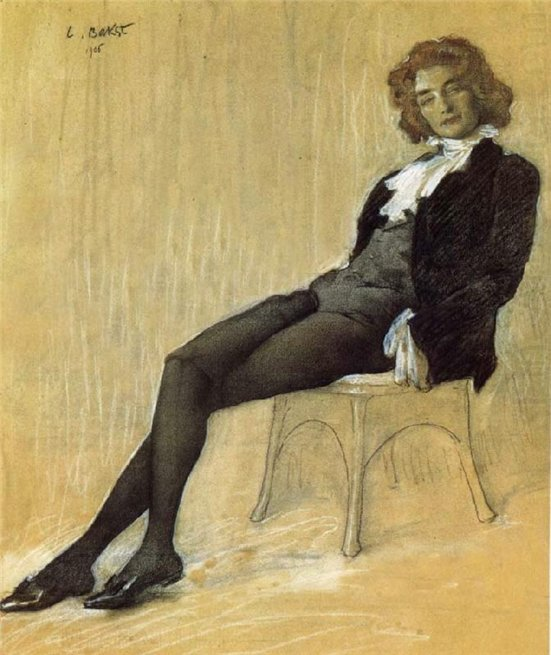
Zinaida Gippius, 1906
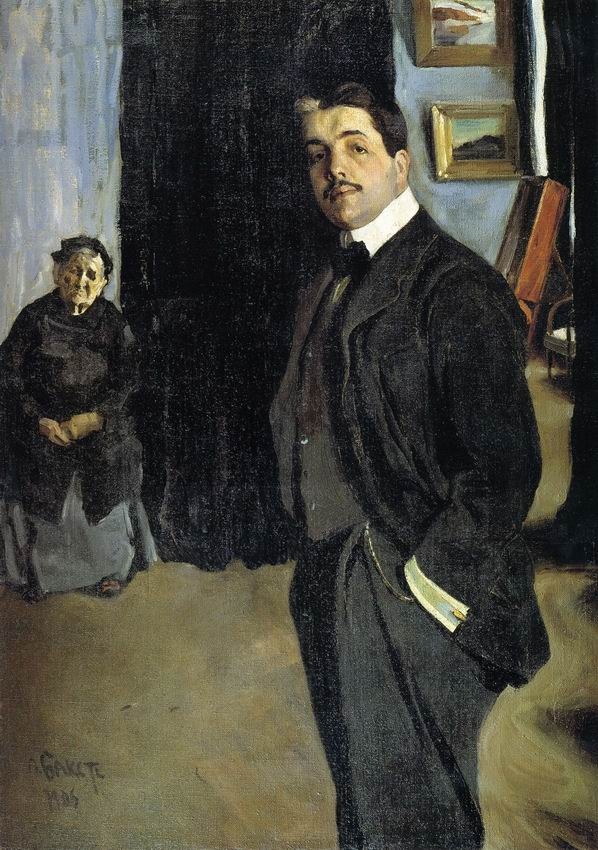
Serghei Diaghilev, 1906
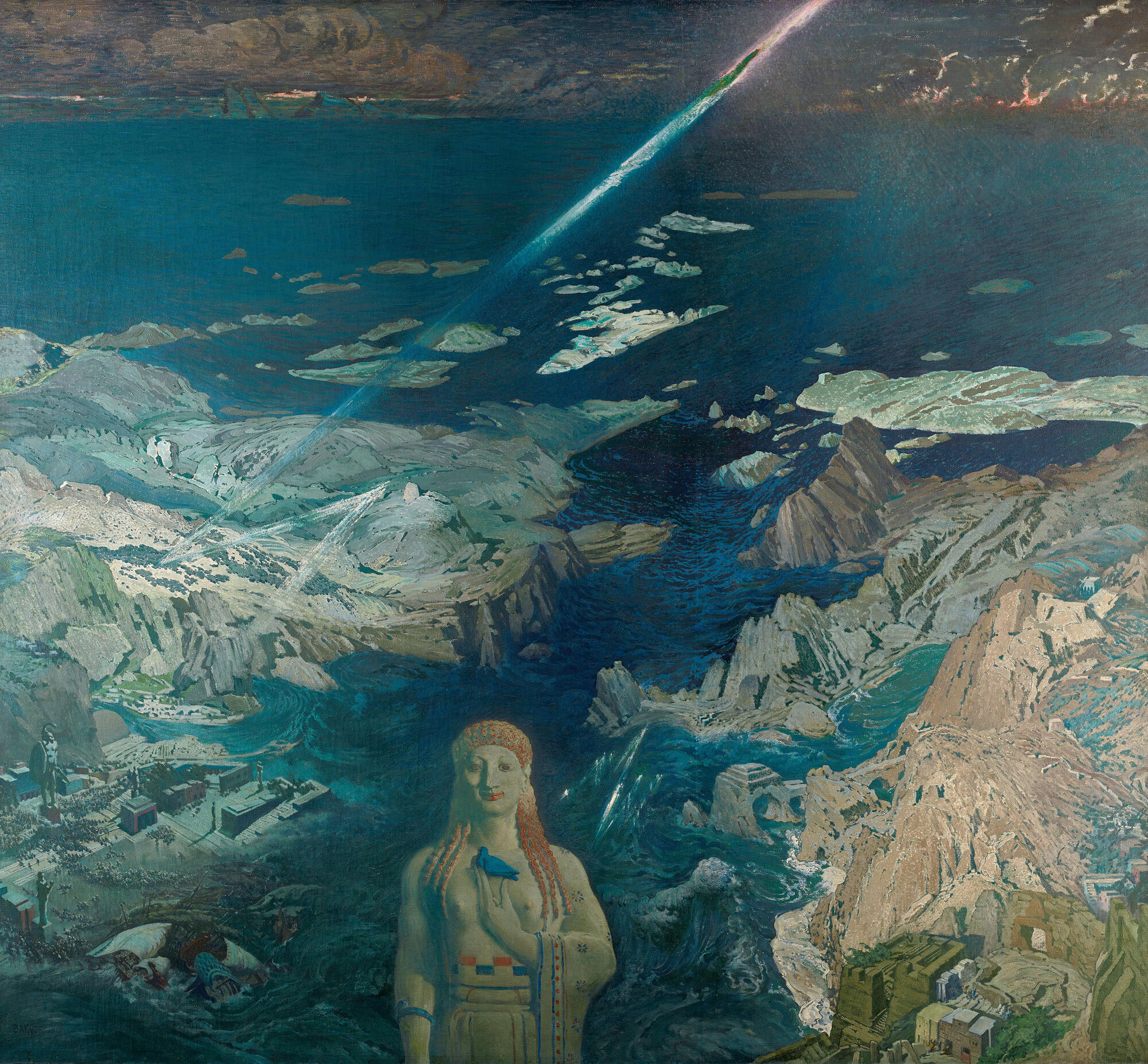
Terror Antiquus, 1908
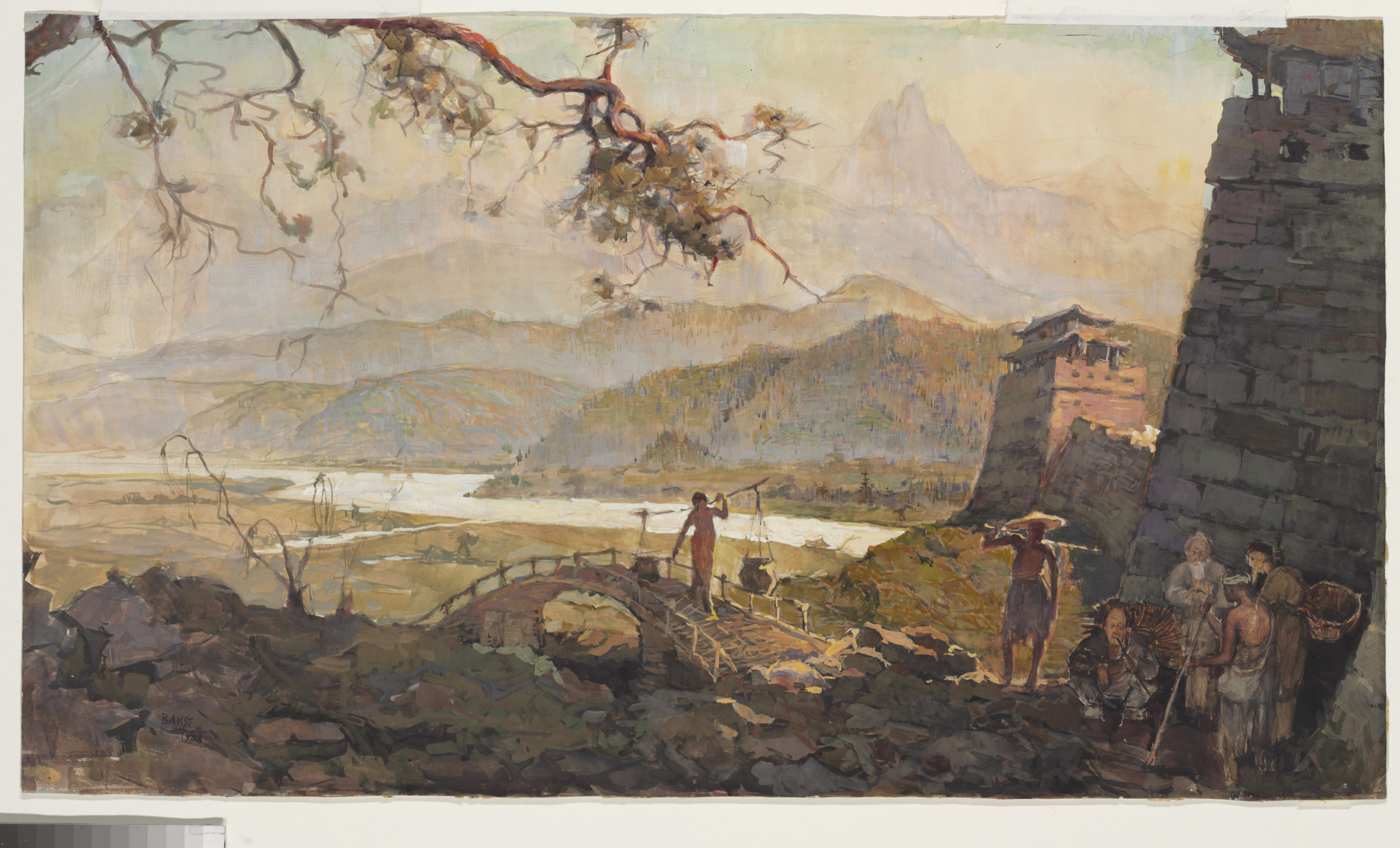
Decor pentru baletul Orientalele (realizat în 1908), premiera la Paris a avut loc în 1910
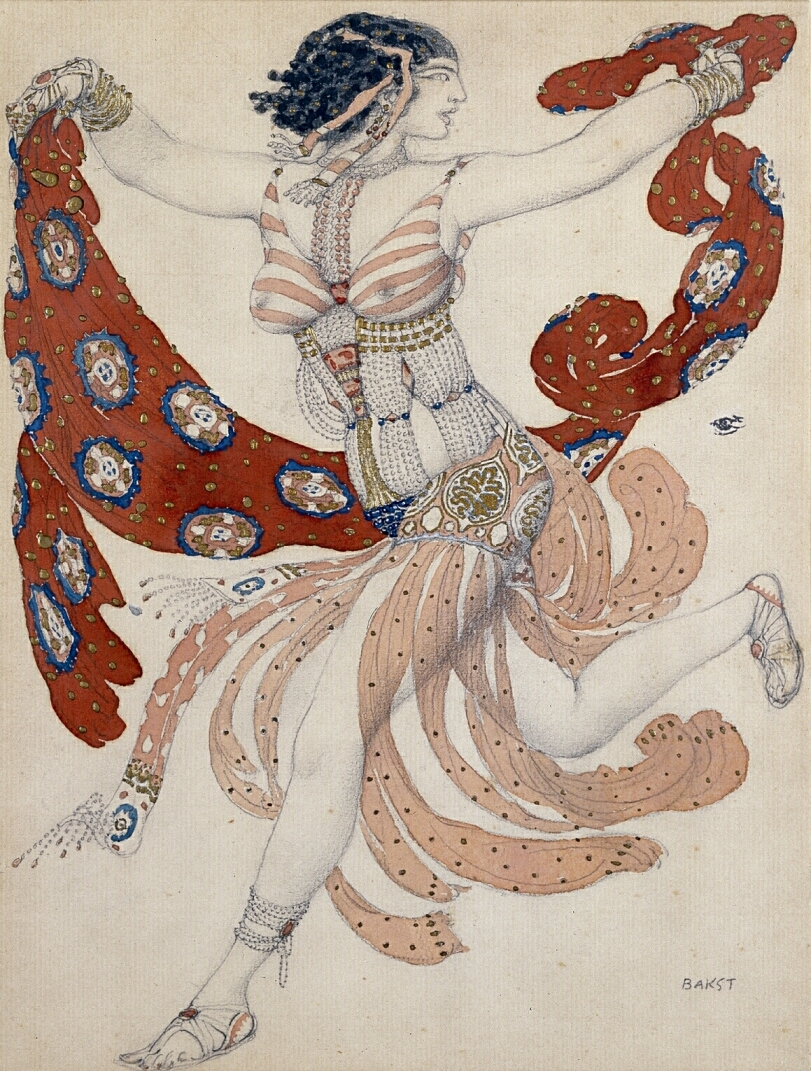
Costumul Cleopatrei pentru Ida Rubinstein, 1909
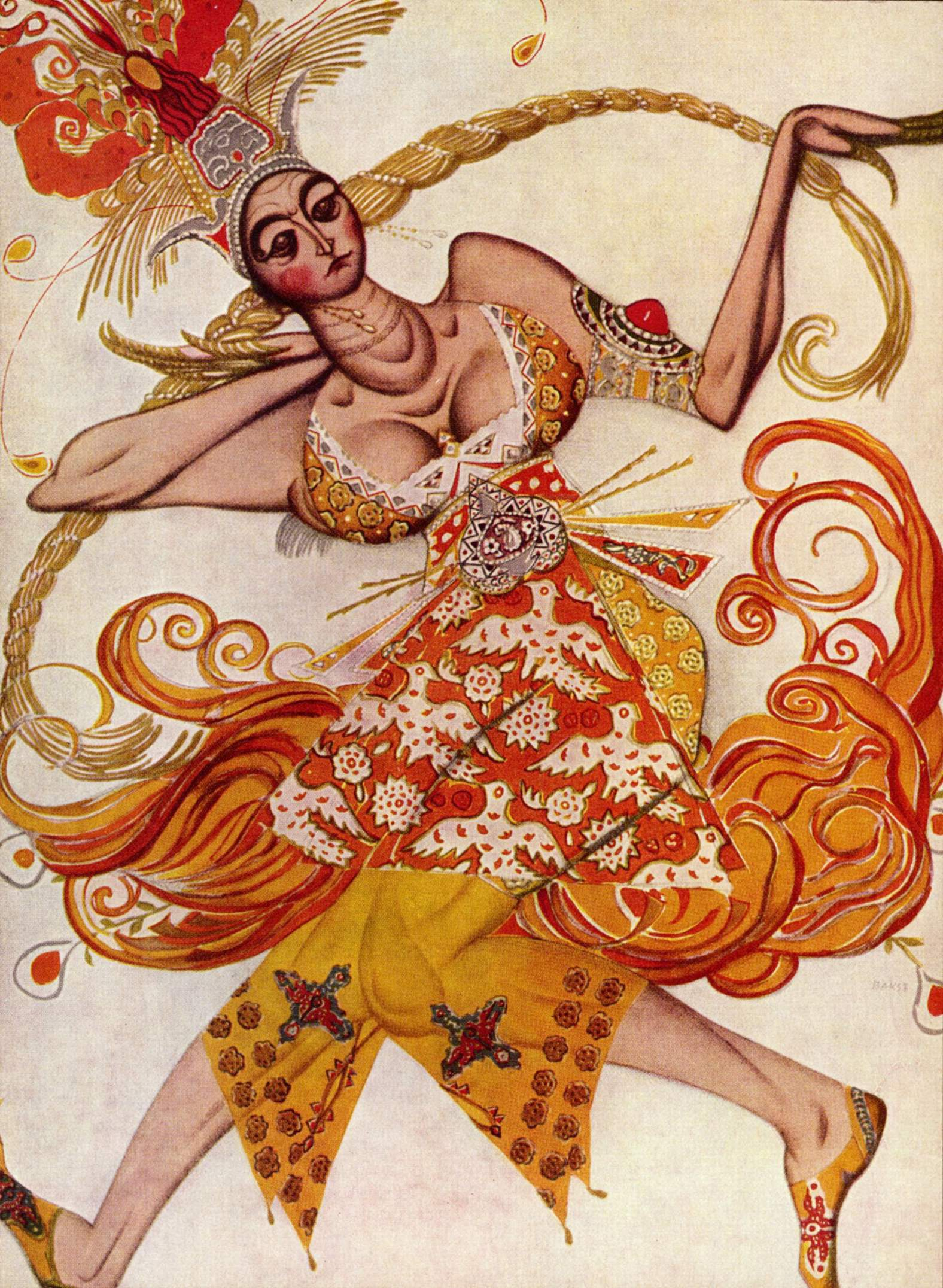
Pasărea de foc, costum de balet, 1910
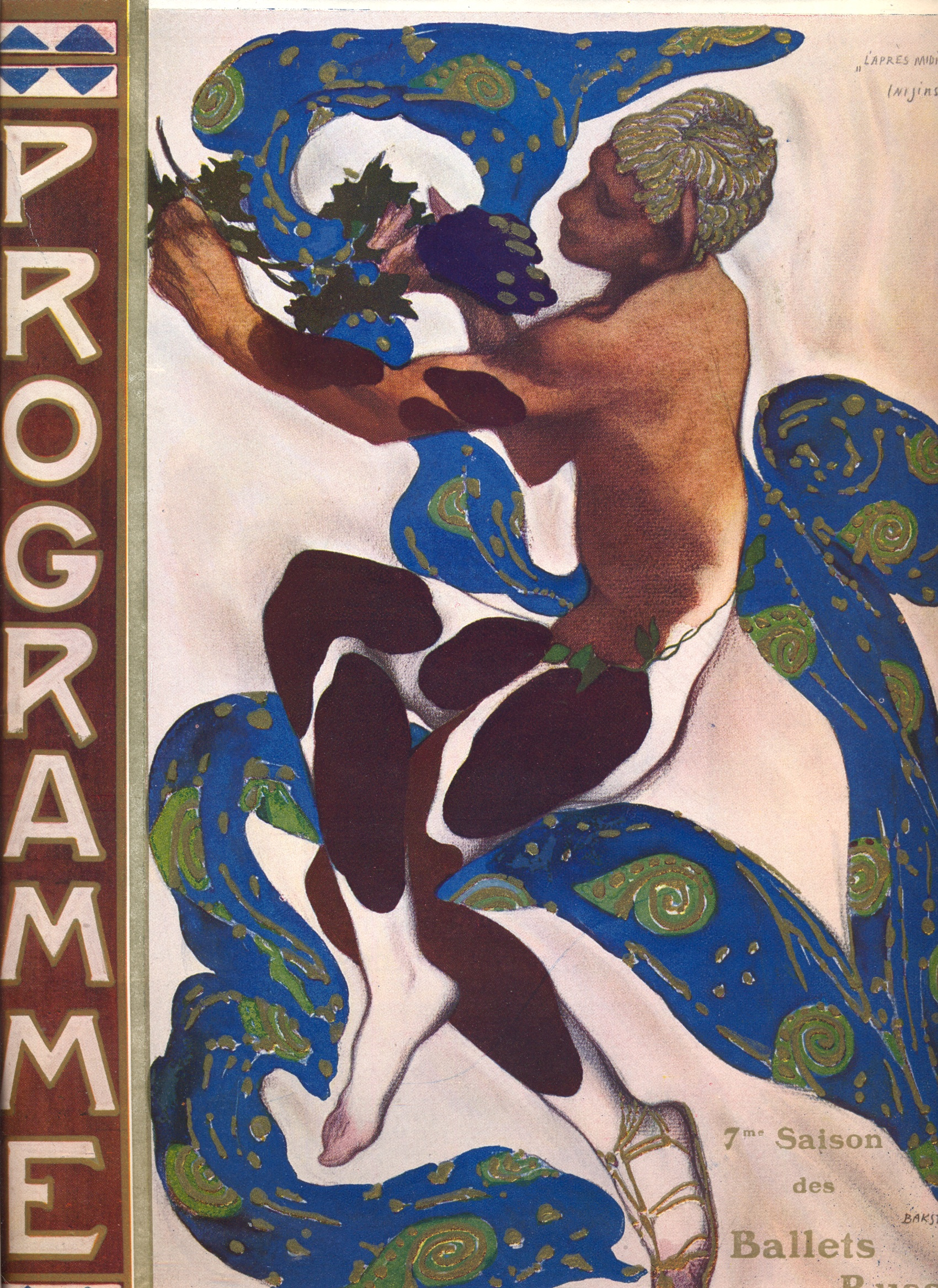
Vațlav Nijinsky în baletul După-amiaza unui faun, 1912
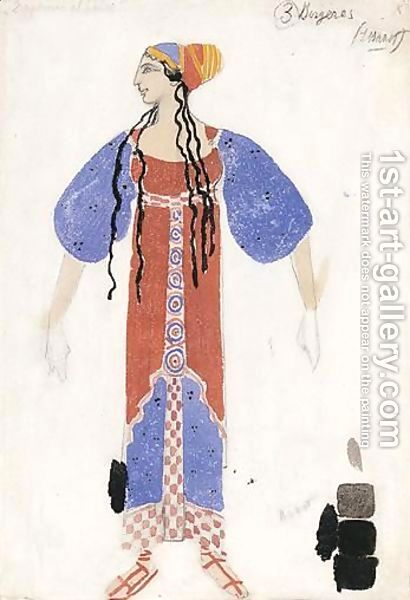
Costum pentru baletul Daphnis și Chloe, 1912
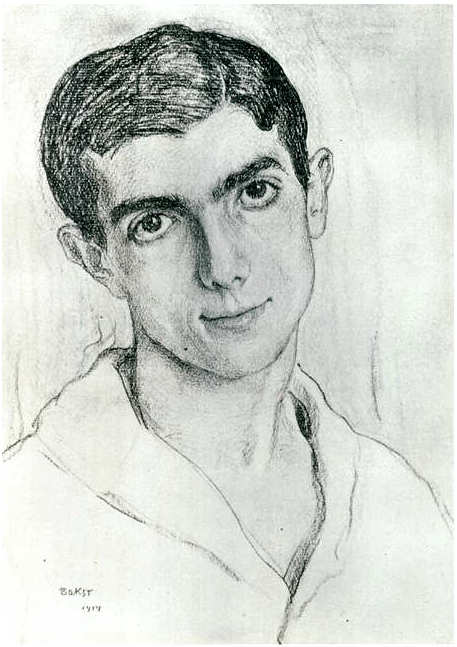
Léonide Massine, 1914
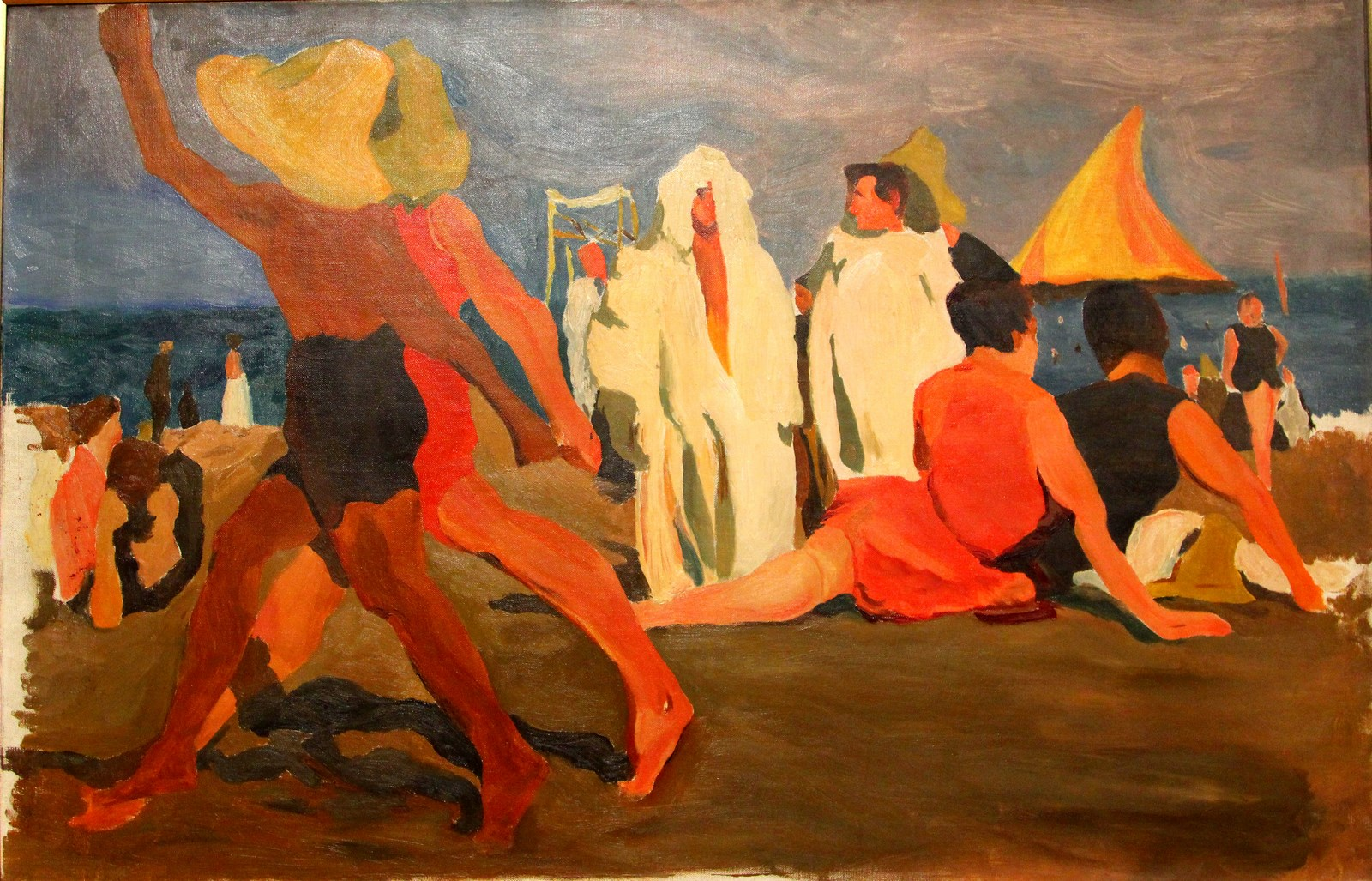
Oameni la Lido, Venezia (neclar datat)